# Виголексінський збірник
Виголексинський збірник — давньоруський пергаментний кириличний збірник житій святих кінця XII ст. Написаний напівуставом. Пам'ятка української мови. У рукописі 171 аркуш. Зберігається в Російській державній бібліотеці у Москві. За походженням є південно-руським, галицько-волинським, проте вже з XIII ст. належав новгородському Юр'ївському монастиреві. Містить найдавніші руські списки двох перекладених з грецької мови житій: св. Нифонта, єпископа м. Констанція з Кіпру (IV ст.), та св. Феодора Студита (759—836 рр.). Інші збірки подібного складу невідомі. Переклад житія Нифонта — короткої редакції (в ін. списках не трапляється), переклад житія Феодора Студита такого ж типу, що й переклад, який увійшов у Четьї мінеї, укладені московським митрополитом Макарієм (1482—1563 рр.).
У в. з. немає запису про час і місце його написання. Пергамент невисокої якості, оправа пізня. Кожне житіє відкриває заставка й ініціал. Орнамент старовізантійський (рослинний, геометричний, нескладне плетіння), близький до орнаменту Добрилового та Юріївського євангелій XII ст.